# قصر بن عقيل
قصر ابن عقيِّل، هو مركز في منطقة القصيم في السعودية، وهو مسقط رأس عدد من العوائل التي قطنت المنطقة.

## معلومات عن القصر
قصر ابن عقيّل يرتبط بإمارة منطقة القصيم، ويقع على الضفة الجنوبية لـوادي الرمة، وغرب محافظة الرس والتي تبعد عنه بحوالي 12 كم تقريباً، كما يبعد عـن مدينة بريدة - عاصمة منطقة القصيم - بمسافة تقدّر بحوالي 90 كم، وعن مدينة الرياض بمسافة تقدّر بحوالي 400 كم. وإحداثياته: خط عرض 25.50.369 شمالا، وخط طول 43.22.251 شرقا

## تاريخ قصر ابن عقيـّل
- معركة الوادي: هي معركة وقعت في 18 رجب 1322 هـ - 29 سبتمبر 1904 بين قوات عبد العزيز آل سعود وعبد العزيز بن متعب بن عبد الله الرشيد بقرية الشنانة بمنطقة القصيم، انتصرت فيها قوات الملك عبد العزيز آل سعود.
- أحداث معركة الوادي: على الرغم من أهمية معركة البكيرية إلاّ أنها لم تكن حاسمة، فقد خسر الملك عبد العزيز بن سعود كثيراً من جنده ومعداته وبمساعدة الإنجليز استطاع أن يعوض هذا النقص وجمع حوالي عشرة آلاف مقاتل في خلال عشرة أيام.

بقي الطرفان في موقعيهما مدة شهرَين؛ ابن رشيد في الشنانة، يقابله ابن سعود في الرس، كانت المناوشات الخفيفة تجري بينهما من دون قتال حاسم مما أصاب المحاربين في الطرفين بالضجر وتناقصت الإمدادات والإبل وتفرقت جموع البادية ولم يبق مع ابن رشيد سوى الجنود النظاميين وأهل الجبل، كذلك لم يثبت مع ابن سعود سوى مطير وقليل من الحاضرة، واتجه عبد العزيز بن رشيد بجنوده الجياع إلى قصر ابن عقيّل ليهجم عليه وقبل أن يهجم على القصر في الصباح كان الملك عبد العزيز بن سعود قد سبقه إلى داخله وثبت فيه، وفي الصباح صب ابن رشيد نيران مدافعه على القصر فخرج له ابن سعود وجنوده وابن عقيِّل وقومه، واقتتلوا قتالاً شديداً بالقرب من وادي الرمة، انهزمت على أثر تلك المعركة قوات الترك النظاميين وفروا هاربين، وفضل عبد العزيز المتعب الرشيد أن ينسحب لحقن دماء أهل حائل تاركاً وراءه غنائم كثيرة من الذخائر والسلاح والأموال، وظلت قوات ابن سعود تجمعها طيلة عشرة أيام وحملت صناديق الذهب العثماني إلى عنيزة.
وقد كان القصر يسمى في ذلك الوقت مشرفة نسبه لأصول أمرائهم، وبعد وقعة المعركة أطلق عليها الملك عبد العزيز اسم قصر بن عقيل الذي ما زال يطلق عليها هذا الاسم حتى الآن.
- تحدث عن القصر الرحالة لوريمر بقوله: «قصر ابن عقيل على بعد سبعة أميال غربي الرس، والقصر عبارة عن خمسة عشر منزلاً، ويوجد بها التمر، والآبار على عمق 8 قامات، وبعض زراعة القمح، وهذا المكان هو الذي شهد هزيمة الأتراك سنة 1904م».[1]، وقد ازدهر القصر في السنوات الأخيرة حيث قام الأمير الأبن ناصر العقيل، وطلب تخطيطه وتوزيعه على المواطنين شارطاً عمارته، وقد أخذ المواطنون قروضاً من بنك التنمية العقاري، وبنوا قصوراً مرتفعة البناء.[2]

## المواد المستخدمة في البناء
- الطين المخلوط مع التبن
- اللبن
- الحجارة
- الخشب
- مواد اللحام
- سعف النخيل.[3]

## انظر ايضاً
- منطقة القصيم
- قصر الإمارة القديم في الرس
- قصر أبو جفان

## وصلات خارجية
- موقع قصر ابن عقيّل الرسمي.
- شاهد قصر ابن عقيّل من القمر الصناعي حيث تفاصيل البلد.
- القصيم: قصر ابن عقيل يقاوم الاندثار.